# Station Bundesplatz
Bundesplatz is een station van de S-Bahn van Berlijn, gelegen aan het gelijknamige plein op de grens van de Berlijnse stadsdelen Wilmersdorf en Friedenau. Het S-Bahnstation ligt aan de Ringbahn en opende op 15 november 1877 onder de naam Wilmersdorf-Friedenau. Het gelijknamige metrostation Bundesplatz kwam in gebruik op 29 januari 1971 en is onderdeel van lijn U9. Beide stations delen twee gemeenschappelijke ingangen aan weerszijden van de Bundesallee.

## S-Bahnstation
Nadat 1871 het oostelijke deel van de ringspoorlijn om het Berlijnse stadscentrum, die een aantal reeds bestaande kopstations met elkaar moest verbinden, gereed was gekomen, nam men in 1877 ook het westelijke deel van de Ringbahn in gebruik. Een van de nieuwe stations op dit deel van de lijn, die zowel gebruikt werd voor goederenvervoer als door stadstreinen, was Wilmersdorf-Friedenau. Op 1 mei 1892 werd het station verplaatst naar het westen.
Aanvankelijk vond al het vervoer op de Ringbahn plaats met stoomtractie, maar in de jaren 1920 begon men de voorstadslijnen in en om Berlijn te elektrificeren. Op 6 november 1928 startte het elektrische bedrijf op de ringlijn, die twee jaar later in het nieuwe S-Bahnnet werd opgenomen. In 1938 werd station Wilmersdorf-Friedenau hernoemd en ging het kortweg Wilmersdorf heten.
De Tweede Wereldoorlog doorstond het station ongeschonden, maar de naoorlogse deling van Berlijn had grote gevolgen. Ook in het westen van de stad werd de S-Bahn geëxploiteerd door de Oost-Duitse Deutsche Reichsbahn. Na de bouw van de Berlijnse Muur in 1961 werd de S-Bahn in West-Berlijn daarom steeds meer geboycot en het West-Berlijnse spoorwegpersoneel kwam een aantal maal in opstand. De metro, die in 1971 ook de Bundesplatz bereikte, ging in het westen van de stad de rol van de S-Bahn steeds meer overnemen. Na een staking in 1980 werd het al jarenlang verwaarloosde West-Berlijnse deel van de ringlijn buiten bedrijf gesteld; station Wilmersdorf sloot zijn deuren en viel ten prooi aan verval.
In 1984 nam het stadsvervoerbedrijf BVG de exploitatie van het westelijke S-Bahnnet over van de DR. Men heropende een aantal verbindingen, maar de Ringbahn bleef ongebruikt. Pas vier jaar na de val van de muur, op 17 december 1993, kwam het zuidelijke deel van de S-Bahnring weer in dienst. Het oude station Wilmersdorf was inmiddels afgebroken en vervangen door een nieuwe, ongeveer 100 meter westelijker gelegen halte. Door de verplaatsing van het station kon een betere overstap op de metro gerealiseerd worden. Sinds zijn heropening draagt het S-Bahnstation dezelfde naam als het aangrenzende metrostation: Bundesplatz.
Het huidige S-Bahnstation Bundesplatz heeft een eilandperron en ligt parallel aan de Berlijnse stadsring, waarvan het door een geluidswal wordt afgescheiden. Aan de westzijde van het station bestaat een directe verbinding met de perrons van de metro. Station Bundesplatz wordt bediend door de lijnen S41 (ring met de klok mee), S42 (tegen de klok in) en S46 (Königs Wusterhausen - Westend).